# Ando
Ando (jap. 安堵町 Ando-chō) – miasto w Japonii, na wyspie Honsiu, w prefekturze Nara. Według danych na rok 2020 miejscowość zamieszkiwało 7 225 mieszkańców , a gęstość zaludnienia wyniosła 1676,3 os./km².